# Ürzig
Ürzig je německá obec na středním toku řeky Mosely v zemském okrese Bernkastel-Wittlich ve spolkové zemi Porýní-Falc. Nachází se blízko města Bernkastel-Kues.

## Geografie

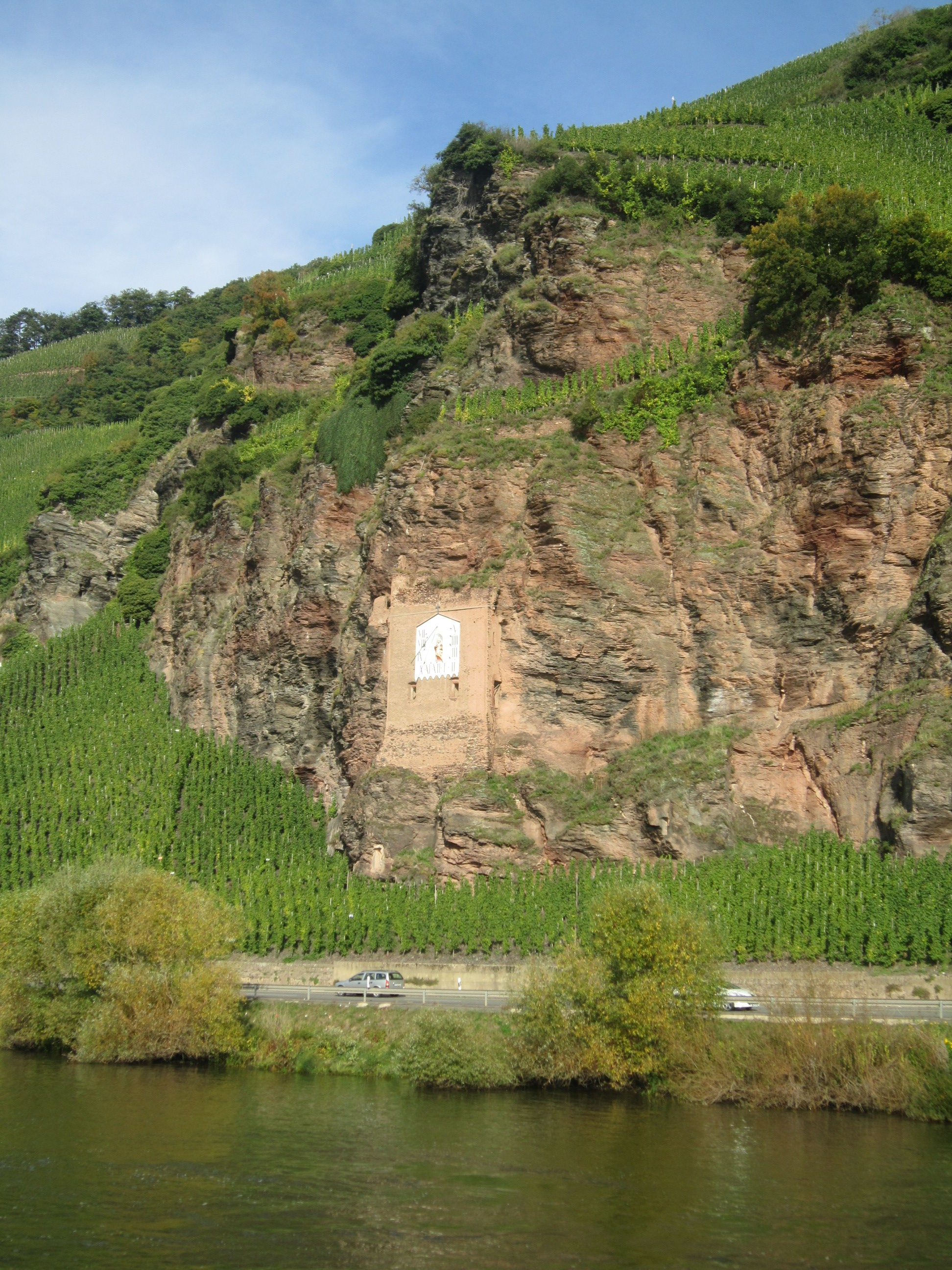
Sluneční hodiny ve skalní stěně nad spolkovou silnicí 53 na břehu řeky Mosely v Ürzigu

### Geografická poloha
Obec je obklopena vinicemi ve velké zákrutu řeky Moselly mezi městy Bernkastel-Kues a Traben-Trarbach nedaleko města Trier. Ürzig se nachází na levém břehu řeky, kde k Eifelu stoupají strmé svahy. Na opačné straně Mosely se údolí rozšiřuje do ploché krajiny, která hraničí s Hunsrückem.

### Sousední obce
Sousedními obcemi jsou Bausendorf na severu, Kinheim a Erden na východě a Zeltingen-Rachtig na jihu a západě. Nejbližším větším městem je Bernkastel-Kues vzdálené přibližně devět kilometrů a okresní město Wittlich vzdálené přibližně osm kilometrů. Trier jako největší město v regionu je vzdáleno asi 37 kilometrů.

### Počet obyvatel
Ke 30. září 2020 žilo v obci 866 obyvatel.
Hustota obyvatelstva je 143 obyvatel na kilometr čtvereční. 
V tomto regionu se stále mluví moselskou frančtinou, která je dialektem skupiny středoněmeckých jazyků.

### Klima
Ürzig leží v přechodové zóně mezi mírným mořským podnebím a kontinentálním podnebím. Ve srovnání s jinými regiony v Německu je podnebí velmi teplé a slunečné - v nedalekém Braunebergu byla naměřena dne 11. srpna 1998 rekordní teplota 41,2 °C ve stínu, nejvyšší teplota vzduchu, která kdy byla v Německu zaznamenána.
Ürzig leží v dešťovém stínu vrchoviny Eifel, která kraj chrání před západními větry. Zároveň je oteplování vzduchu podporováno nízkou výměnou vzduchu s okolím. S tím je v důsledku neustálého odpařování vody Mosely spojena pravidelně vysoká úroveň vlhkosti, která, zejména v létě, vede k vlhkému počasí a četným bouřkám.

## Dějiny

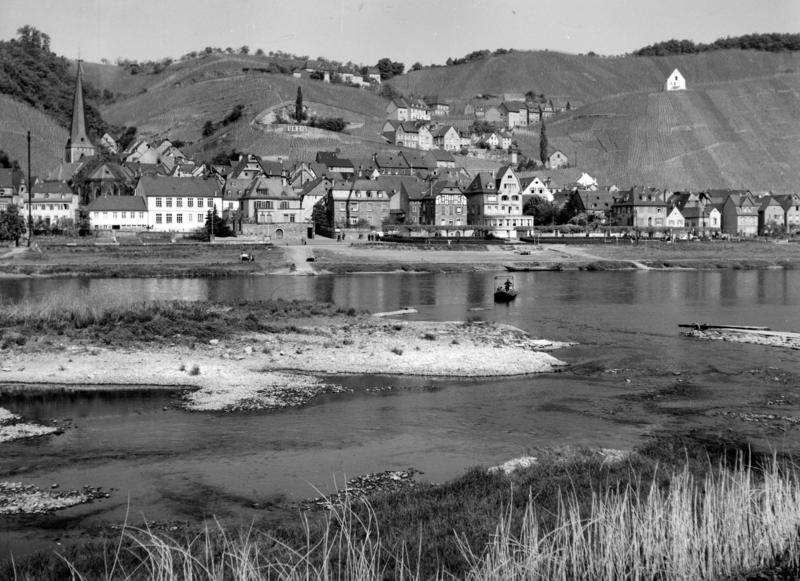
Urzig, 1954

V okolí obce byly nalezeny zbytky osídlení z doby bronzové, asi 500 let před naším letopočtem, kdy zde žil keltsko-germánský kmen Treverů, od jejichž jména je odvozen i latinský název města Trevír: Augusta Treverorum. Přibližně od roku 50 před naším letopočtem do roku 500 našeho letopočtu kraj ovládali Římané. 
Od roku 1946 je obec součástí tehdy nově založené spolkové země Porýní-Falc.

## Politika

### Obecní rada
Místní rada v Ürzigu se skládá z dvanácti členů rady, kteří byli zvoleni v komunálních volbách 26. května 2019.

### Partnerství farností
Místní farnost Ürzig udržuje partnerství s farností Aloxe-Corton ve Francii.

## Kultura a památky

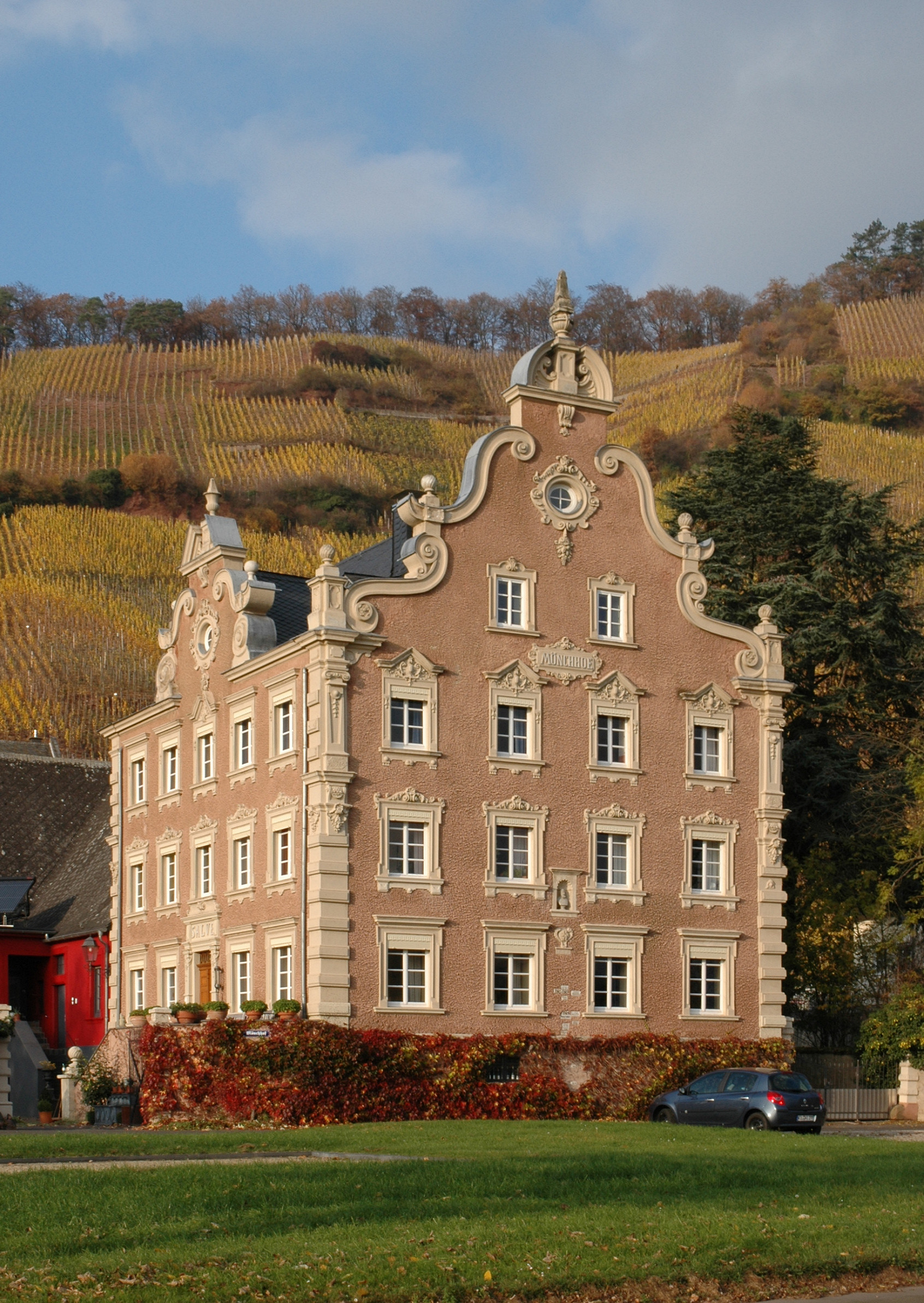
Obytný dům Mönchshof

### Památky
Historické centrum města Ürzig se vyznačuje malými uličkami a zákoutími, stejně jako starými patricijskými a hrázděnými domy ze 16. a 17. století. Celé historické centrum s katolickým farním kostelem svatého Materna a hrázděnými domy na náměstí radnice bylo proto zařazeno pod památkovou ochranu jako památková zóna.
Rytířské rodiny kdysi postavily v okolí obce tři hrady, z nichž jen jeden se zachoval do současnosti jako zřícenina. Na zbytcích bývalé strážní věže ve vinicích jsou umístěny sluneční hodiny.

### Ürziger Gewürzgarten

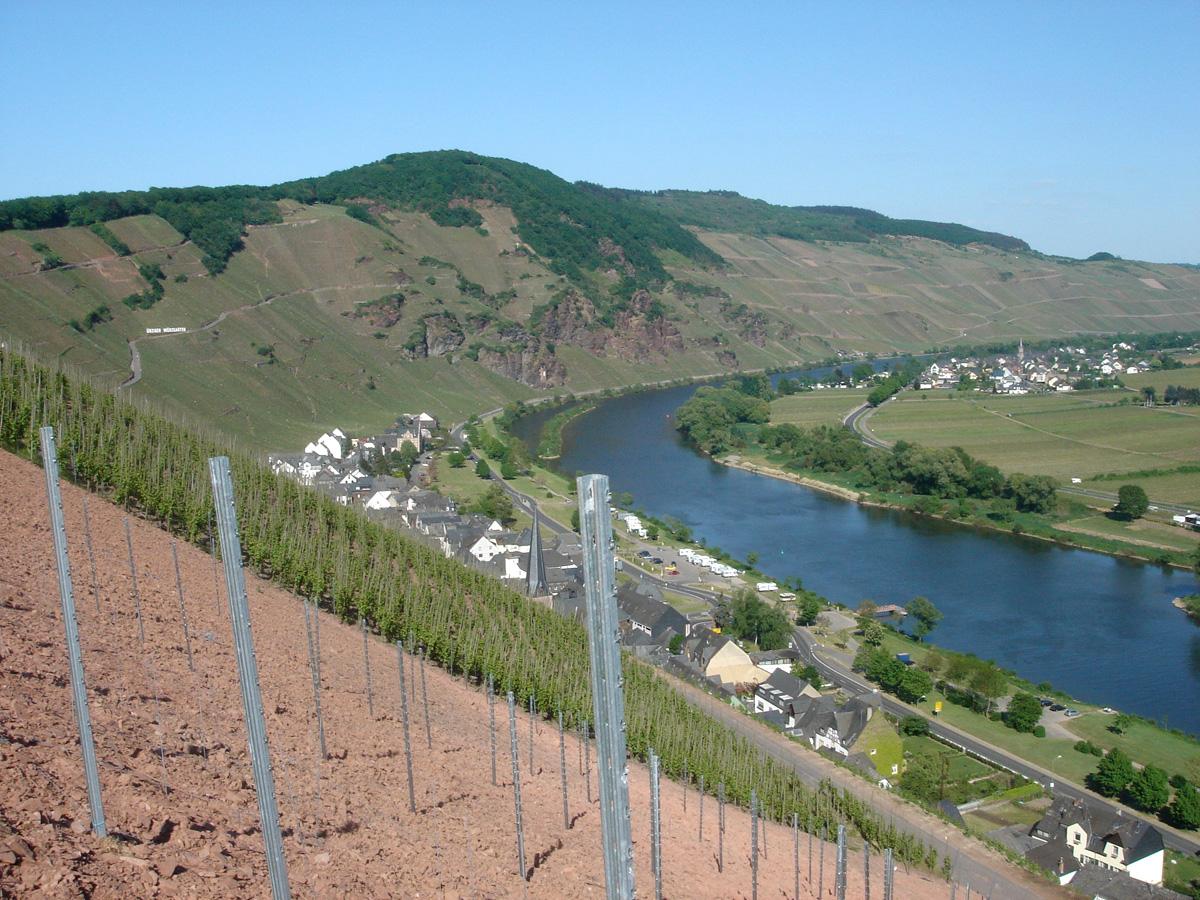
Pohled na vinice Ürziger Würzgarten

V červnu 2005 byla jako regionální atrakce slavnostně otevřena zahrada Ürziger Gewürzgarten. Projekt zadaný kulturním úřadem Bernkastel-Kues je středomořská bylinková zahrada na exponovaném strmém místě v Ürziger Würzgarten. Celkem tam roste a kvete 10 000 rostlin více než 160 druhů, tisíce cibulovin, původních keřů, divokých a historických růží i tradičních léčivých a aromatických rostlin.

## Ekonomika a infrastruktura
Nejdůležitějšími hospodářskými odvětvími jsou vinařství a cestovní ruch. 

### Vinařství
V Ürzigu existuje několik vinařství, které na strmém svahu pěstují hlavně Ryzlink rýnský. Nejznámější vinařskou lokalitou je vinice Ürziger Würzgarten; další vinice jsou například Ürziger Goldwingert. Patří do vinařské oblasti Mosel-Saar-Ruwer.

### Cestovní ruch
Obec je jednou ze zastávek turistické stezky Moselsteig, která je dlouhá 242 kilometrů a vede z Perlu na německo-francouzské hranici do Koblenzu. Ürzig je etapovou obcí mezi 11. a 12. etapou této trasy.

### Doprava
Silniční doprava

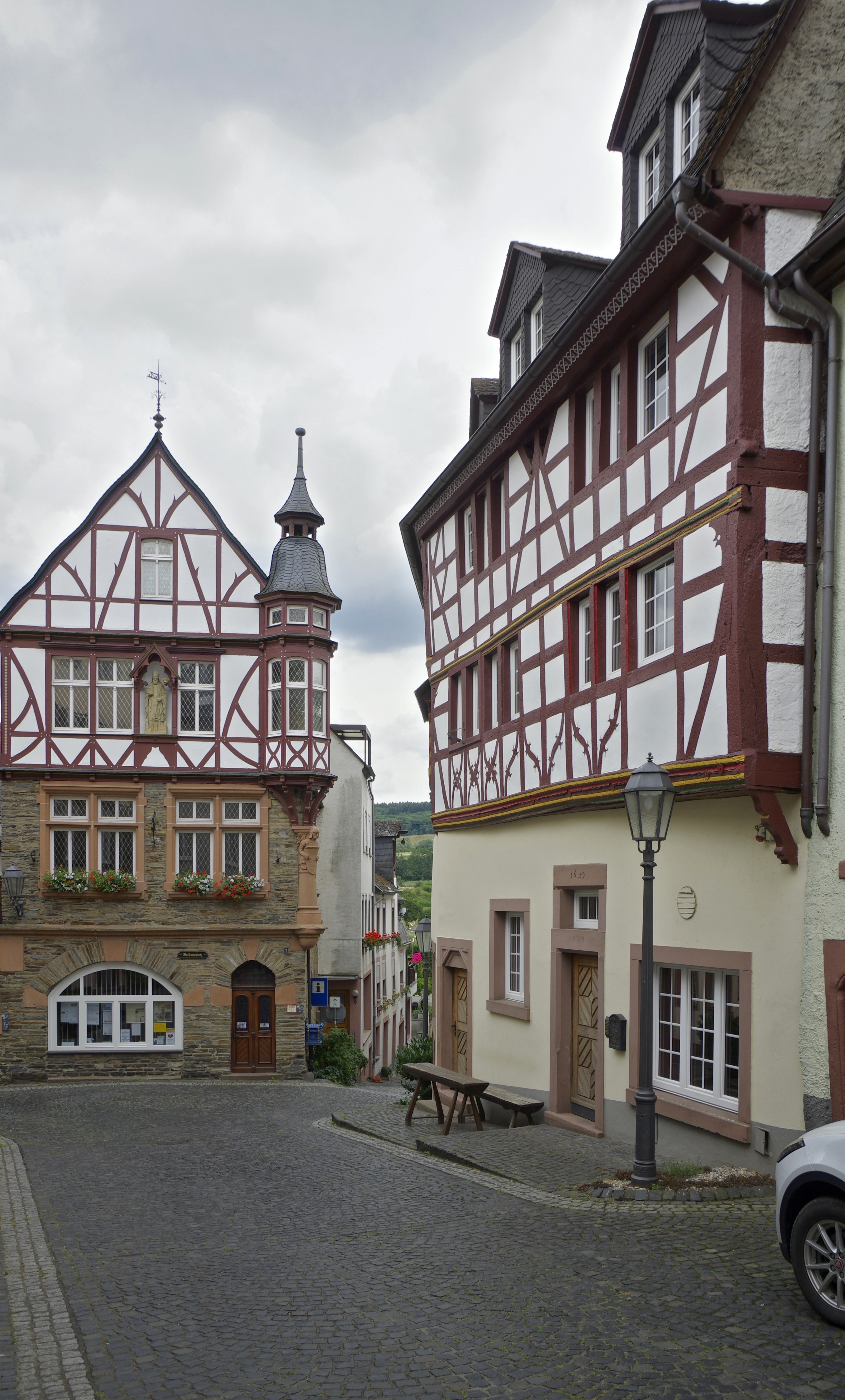
Domy Rathausplatz 7 a Rathausplatz 10, kde se nalézá středisko turistických informací

Ürzig leží na spolkové silnici číslo 53, která vede podél Mosely z Trevíru do Alf. Bezprostředně poblíž Ürzigu byl realizován největší mostní projekt v Německu na spolkové silnici B50. Most (Hochmoselbrücke) je 1,7 kilometrů dlouhý a 158 metrů vysoký. Komunikace je čtyřproudá se dvěma odstavnými pruhy. Stavba byla zahájena v roce 2011, otevření mostu bylo plánováno na rok 2016. Most byl dokončen v roce 2019.
Lodní doprava
Obec má říční přistav pro přepravu po Moselle. Od května do října zajišťuje pravidelnou říční dopravu společnost Mosel-Schiffs-Touristik.
Železniční doprava
Vlakové nádraží v Ürzigu je asi tři kilometry od obce na moselské železniční trati (Moselstrecke)  mezi Trevírem a Koblenzí.
Přeprava
Obec je součástí Trier Region Transport Association (VRT).